# Al-Qurain SC
O Al-Qurain SC é um clube de futebol kuwaitiano com sede na Cidade do Kuwait. A equipe compete na Campeonato Kuwaitiano de Futebol.

## História
O clube foi fundado em 2011.